# Lettország zászlaja
Lettország zászlaja három vízszintes sávból áll, amelynek színei felülről lefelé rendre kárminvörös, fehér és ismét kárminvörös. A lobogó sávjainak vörös és a barna színű keverékét a hivatalos bejegyzések nevezik kárminvörösnek. A lobogó három sávja nem egyenlő magas, ugyanis a középső, fehér sáv magassága pontosan a fele a másik két csíknak.
A hagyományok és egy régi krónika szerint az egyik legrégebben használatban lévő lobogóról van szó. A 19. században növekvő nacionalizmus, és nemzeti szabadság, függetlenség eszménye Lettországot sem kerülte el. Ekkor, az 1860-as években a néprajzkutatóból egyetemi professzorrá lett Jēkabs Lautenbahs-Jūsmiņš egy ősi krónikában rábukkant az akkoriban is néhány helyen használatban lévő lett lobogóra. A forrást Ditleb von Alnpeke jegyezte le még a 13. század második felében. Az általa készített Livóniai Verseskrónika (Livländische Reimchronik) egyik történetében egy csatáról ír, amely 1280-ban történt. A lett törzsek a mai Lettország északi részén fekvő Cēsis városából rohamra indultak a szomszédos észt hadak ellen. A német utazó leírása szerint a lett harcosok ezalatt a zászló alatt vonultak ellenségeik felé.
Egy máig fennmaradt legenda szerint réges régen élt egy lett törzsvezér, akit az egyik csatában halálos seb ért. Alattvalói fehér gyolcsba csavarták testét, amíg a harcok el nem ülnek, és tisztes temetést nem tudnak adni uruknak. Amikor eltemették a hadurat, a fehér anyagon az alvadt vörös vér mindent átitatott, kivéve azt a sávot, ahol a test feküdt. Így jött létre a vörös és fehér csíkokból álló lobogó, és a következő csatán ezalatt a zászló alatt indultak a harcmezőre a lett harcosok. A legenda szerint amíg ezt a jelet használták a lettek, addig verhetetlenek voltak, és így sikerült a kereszténység magvát elhinteni a Balti-tenger partján élők között.

A lettek az első világháború után nyerték el függetlenségüket, ugyanúgy, mint a többi balti állam. A nemzeti lobogó elkészítését a megalakuló parlament egy művészre bízta, Ansis Cīrulisra, aki a történelmi dokumentumokat felhasználva alkotta meg 1917 májusára a ma is hivatalban lévő zászlót. A lett országgyűlés csak 1921. június 15-én emelte hivatalosan is a nemzeti jelképek sorába. A 20. század történelmi viharai azonban nem hagyták érintetlenül a lett nemzeti lobogót sem. A második világháború kitörésével először a bolsevik csapatok rohanták le az országot, majd Németország erői nyomultak Lettország területére. 

A Lett SzSzK zászlaja

Már 1940 augusztusában egy sarló-kalapácsos vörös zászló vette át az ősi lett lobogó helyét Rigában. Bár a hosszú kommunista elnyomás után 1990. február 27-én től általánosan használták, hivatalosan 1994. november 24-én elfogadott törvénnyel vált ismét Lettország állami zászlajává a kárminvörös-fehér-kárminvörös trikolór.

## Külső hivatkozások
- Lettország zászlaja a Világ zászlói (Flags of the World) weboldalon